# Roc Marciano
Roc Marciano, né le 11 février 1978 à Hempstead (État de New York), est un rappeur et producteur de musique américain.

## Carrière
Rakeem Calief Myer naît à Hempstead, dans l'État de New York. Membre du groupe de Busta Rhymes, Flipmode Squad, en remplacement de Lord Have Mercy, Roc Marciano quitte la formation en 2001 pour créer The U.N., un groupe de rap hardcore composé de trois autres MCs, Dina Brave, Laku & Mic Raw. En 2004, The U.N. publie un album studio, UN or U Out, sur le label de Carson Daly, Fourfivesix Entertainment.
En 2005, Roc Marciano apparaît sur la compilation du Wu-Tang Clan, Wu-Tang Meets the Indie Culture, sur le titre Think Differently. 
En 2008, il fait un featuring sur It's So G, un titre extrait de NY's Finest, un album de Pete Rock. 
À partir de 2008, Roc Marciano se concentre sur sa carrière solo. En 2010, il sort son premier album studio, entièrement auto-produit, Marcberg, très bien accueilli par la critique.
En 2011, il collabore avec Gangrene, le duo de producteurs composé de Oh No et The Alchemist, sur l'EP Greneberg.
Son deuxième album studio, Reloaded, sort en novembre 2012 et il est, comme le précédent, très favorablement reçu par la critique, le site Metacritic lui attribuant la note de 83/100.
En 2013, le rappeur publie une mixtape en téléchargement gratuit, The Pimpire Strikes Back, qui est une préface à son troisième album studio, Marci Beaucoup. Plusieurs artistes apparaissent sur l'opus, entièrement produit par le rappeur, parmi lesquels Action Bronson, The Alchemist, Evidence, Ka, Maffew Ragazino, Quelle Chris, Guilty Simpson ou encore A.G..
En avril 2016, il annonce la sortie de son quatrième album qui s'intitulera Rosebudd's Revenge.
En décembre 2024, Roc Marciano et The Alchemist publient leur deuxième album collaboratif, The Skeleton Key, entièrement produit par The Alchemist, sans invités sur les dix titres. Cet album suit de près The Elephant Man’s Bones (2022) et vient renforcer la formule sans compromis adoptée par le duo : des productions sombres et tendues, des ambiances claustrophobes, et le flow précis de Marciano, reconnu pour sa précision chirurgicale.
L’album, d’une durée concise de 26 minutes, est salué pour son atmosphère immersive et son absence de superflux, tout en conservant une tension narrative forte.
Roc Marciano note que, contrairement à des projets isolés, lui et The Alchemist travaillent en quasi-continu : « We always making music », affirmant que l’album est l'aboutissement d'une relation créative durable et fluide.
En août 2025, Roc Marciano publie l'EP The Coldest Profession, entièrement produit par DJ Premier et composé de huit titres, dont le single « Armani Section ».
L'idée d'un projet commun remonte à près de vingt ans, après une rencontre fortuite au rayon Armani du magasin Macy's de Herald Square à New York, au début des années 2000. La production de l'EP a débuté en février 2023 et s'est poursuivie sur environ deux ans, alternant sessions en studio et travail à distance.
Roc Marciano a qualifié cette collaboration de « bucket list » et a affirmé que le projet témoigne de la longévité possible dans le hip-hop.

## Discographie

### Albums studio
- 2010 : Marcberg
- 2012 : Reloaded
- 2013 : Marci Beaucoup
- 2017 : Rosebudd's Revenge
- 2018 : Behold A Dark Horse
- 2018 : Kaos (with DJ Muggs)
- 2019 : Marcielago
- 2021 : Mt Marcy
- 2022 : Elephant Man’s Bones  (with The Alchemist)
- 2024 : Marciology
- 2024 : **The Skeleton Key** (album collaboratif avec The Alchemist)
- 2025 : The Coldest Profession (EP, avec DJ Premier)[13].

### EPs
- 2011 : The Prophecy
- 2011 : Greneberg (en collaboration avec Gangrene)

### Mixtape
- 2013 : The Pimpire Strikes Back

### Avec The U.N.
- 2004 : Strength & Honor (album promotionnel)
- 2004 : UN or U Out